# プラス少額短期保険
プラス少額短期保険株式会社（プラスしょうがくたんきほけん）は、少額短期保険制度における日本の少額短期保険業者。

## 概要
2010年7月6日にセントケア少額短期準備株式会社として設立。
2011年6月28日に少額短期保険会社として登録を完了し、同年7月1日に「セント・プラス少額短期保険株式会社」に商号変更、同年7月20日から事業開始をしている。
要介護認定を受けた後でも申し込める介護保険「ちよこっとプラス・シリーズ」の取り扱いにてスタート。
その後、2012年12月から死亡保険「介護のあとも」を取り扱っている。
2019年7月1日に、株主の変更にともない商号を「プラス少額短期保険株式会社」と改め、所在地を東京都新宿区へ変更した。